# 克劳斯·卡尔皮宁
克劳斯·卡尔皮宁（芬蘭語：Klaus Karppinen，1907年10月9日—1992年1月24日），芬兰男子越野滑雪运动员。他曾代表芬兰参加1936年冬季奥林匹克运动会越野滑雪比赛，获得男子4×10公里接力金牌。